# 広瀬斗史輝
広瀬 斗史輝（ひろせ としき、1987年9月20日 - ）は日本の俳優である。福岡県出身。東京都立駒場高等学校卒業。株式会社エフ・スピリット所属。

## 出演

### ドラマ
- 八代将軍吉宗（1995年1月8日 - 12月10日、NHK総合）[2]
- FOR YOU（1995年1月9日 - 3月20日、フジテレビ）[3]
- ハートにS「息子」（1995年5月1日、フジテレビ）[4]
- 私は女引越し屋（1998年5月21日、テレビ東京）[5]
- 落ちた偶像〜光クラブ事件（2006年6月28日、日本テレビ）
- 手の上のシャボン玉（2006年9月5日、日本テレビ）[6] - 今里 役
- Q.E.D. 証明終了（2009年1月8日 - 3月12日、NHK総合）- 長家幸六（ホームズ） 役[7]
- サムライ・ハイスクール 1話・2話（日本テレビ）[8] - 小田切一 役
- タイムスクープハンター「禁制を入手せよ！戦国冒険行」（NHK総合）[9] - 勝兵衛 役
- 深夜の用心棒EPISODE#0（2014年5月28日、テレビ神奈川）
- 27時間テレビ 俺たちに明日はある（2014年7月26日、フジテレビ）[10]
- レッドクロス〜女たちの赤紙〜（2015年8月1日、TBS）[11]
- 税務調査官 窓際太郎の事件簿31 第31話（2016年12月12日、TBS） - テツヤ 役[12]
- バイプレイヤーズ〜もしも6人の名脇役がシェアハウスで暮らしたら〜第5話（2017年2月10日、テレビ東京）
- 奥様は、取り扱い注意 第3話（2017年10月18日、日本テレビ）
- 命売ります 第9話（2018年3月17日、BSジャパン）
- 平成ばしる（2018年12月28日、テレビ朝日）[13]
- サイレント・ヴォイス 行動心理捜査官・楯岡絵麻 Season2 第8話（2020年5月30日、BSテレ東） - 記者 役[14]
- TOKYO VICE 第6話・第7話（2022年、HBO Max・WOWOW） - ヒロユキ 役

### 映画
- ガメラ3 邪神覚醒（1999年3月6日、監督：金子修介）- 渋谷の子供 役
- 学校の怪談4（1999年7月10日、監督：平山秀幸）- 安西恒 役[15]
- 錨をなげろ（2008年3月29日、監督：船曳真珠）[16]
- DIVE!!（2008年6月14日、監督：熊澤尚人）- 辻利彦 役
- 収穫（2009年3月14日、監督：粟津慶子） - 岡崎雅彦 役[17]
- 君に届け（2010年9月25日、監督：熊澤尚人）- 森本和哉 役
- 灯火（2015年7月18日、監督：池松壮亮）[18]
- 私たちのハァハァ（2015年9月12日、監督：松居大悟）- 助監督兼出演
- 短編映画 花瓶に花（2016年、監督：松居大悟）- 助監督兼出演
- アズミ・ハルコは行方不明（2016年、監督：松居大悟）- 助監督兼出演
- はらはらなのか。（2017年4月1日、監督：酒井麻衣） - トッピー 役[19]
- HKT48 1stアルバムTYPE-D 東映 presents HKT48×48人の映画監督たち 権野元×深川舞子『どんうー』（2017年12月27日発売）
- 君が君で君だ（2018年7月7日、監督：松居大悟）- 助監督兼出演
- パラレルワールド・シアター（2019年1月26日、監督：堤真矢）- 吉沢智裕 役[20]
- ちょっと思い出しただけ（2022年2月11日、監督：松居大悟）- 照生のダンサー仲間 役[21]

### 舞台
- プールサイドストーリー（2011年8月24日 - 28日、赤坂RED/THEATER）[22]
- 桜月流 / O-Getsu Ryu 公演『衣川幻想-完全版-』（2011年12月3日 - 4日、東京グローブ座）[22]
- 桜月流 / O-Getsu Ryu 公演 『八犬伝-人間は何故に生きるのか？-』（2012年8月18日 - 19日、あうるすぽっと）
- K.ファウスト（2012年10月6日 - 21日、世田谷パブリックシアター 他）[23]
- カンキン!!（2013年3月28日 - 31日）
- ミュージカル ダンスレボリューション ホントのワタシ（2013年9月12日 - 16日、ブディストホール）
- Shall We Judge!?（2013年11月30日 - 12月4日、ミニシアター1010）
- ブルースな日々〜あぁガス欠！〜（2014年6月24日 - 29日、ブディストホール）
- 5218（2014年 9月10日 - 15日、千本桜ホール）[24]
- ロック・バレエ『義経』（2015年3月6日 - 8日、六行会ホール）
- 殺人鬼フジコの衝動（2015年4月15日 - 19日、全労済ホールスペースゼロ）
- ロック・バレエ『義経』（2015年9月11日 - 13日、六行会ホール）
- APHΣ REBELLION 〜アレス・レベリオン〜（2016年6月23日 - 26日、あうるすぽっと）[25]
- プリシラ（2016年12月8日 - 29日、日生劇場）[26]
- コメディ・トゥナイト！ローマで起こったおかしな出来事《江戸版》（2017年3月4日 - 4月25日、新橋演舞場 他）[27] - 舞台監督 役
- ミレニアム桃太郎（2017年8月23日 - 27日、東京芸術劇場シアターウエスト）[28] - サル 役
- ミュージカル『ナイツ・テイル-騎士物語-』（2018年7月27日 - 10月15日、帝国劇場 他）- パン 役
  - ミュージカル『ナイツ・テイル-騎士物語-』（2021年9月13日 - 11月29日、梅田芸術劇場 他）[29]
  - ミュージカル『ナイツ・テイル-騎士物語-』ARENA LIVE（2025年8月2日 - 10日〈予定〉、東京ガーデンシアター）[30]
- 劇団時間制作『こっちとそっち』（2018年11月14日 - 25日、萬劇場）[31] - 水無瀬優生 役
- プリシラ（2019年3月9日 - 3月30日、日生劇場）[32]
- THE BANK ROBBERY! ダイヤモンド強奪大作戦（2019年8月2日 - 17日、新国立劇場 中劇場 他）[33]
- ミュージカル『モンティ・パイソンのSPAMALOT』featuring SPAM（2021年1月18日 - 2月28日、東京建物 Brillia HALL）[34]
- のののいず～No・No・Noise～（2021年12月9日、ニッショーホール） - 構成・演出・出演[35]
- ミス・サイゴン（2022年7月- 11月、帝国劇場 他）[36]
- ザ・ビューティフル・ゲーム（2023年1月7日 - 2月13日、日生劇場 他）[37]
- 千と千尋の神隠しSpirited Away（2024年3月11日 - 8月24日、帝国劇場 他）[38]

### 配信ドラマ
- ヒヤマケンタロウの妊娠（2022年、Netflix）[39]

### CM
- アクエリアス
- 出光興産
- 総務省 国税調査
- 任天堂
- ネットプロテクションズ「『NPの決済』なら、できます。」 - 広告プロモーション動画およびポスター

### MV
- 石崎ひゅーい「花瓶の花」（監督：松居大悟） - 助監督兼出演

### その他
- 映画予告編映像『コミューン大森へようこそ』（2018年）第2回 未完成映画予告編大賞2次審査通過
- Hibiya Festival オープニングショー（2018年4月26日、演出：宮本亜門）

## 制作
- マナセプロ動画配信部（2016年9月28日）- 監督・編集

### 映画助監督
- ワンダフルワールドエンド（2014年、監督：松居大悟）- 助監督兼出演
- 私たちのハァハァ（2015年9月12日、監督：松居大悟）- 助監督兼出演 ※ゆうばり国際ファンタスティック映画祭 2015 2冠受賞
- 短編映画『花瓶に花』（2016年、監督：松居大悟）- 助監督兼出演
- アズミ・ハルコは行方不明（2016年、監督：松居大悟）- 助監督兼出演

### MV助監督
- クリープハイプ「寝癖」（2014年、監督：松居大悟）- 助監督
- クリープハイプ「百八円の恋」（2014年、監督：松居大悟）- 助監督
- 竹原ピストル「youth」（2015年、監督：松居大悟）- 助監督兼Bカメ
- クリープハイプ「わすれもの」（2015年、 監督：松居大悟） - 助監督兼出演
- 井上苑子「君に出会えてよかった」（2016年、監督：塩谷大樹）- 助監督
- 石崎ひゅーい「花瓶の花」（2016年、監督：松居大悟）- 助監督兼出演

## 書籍

### 関連書籍
- 日本刀を描く！（2015年6月12日、玄光社）[40]